# Елізабет Мітчелл
Елізабе́т Джоа́нна Мі́тчелл (англ. Elizabeth Joanna Mitchell, до шлюбу — Ро́бертсон (англ. Robertson); 27 березня 1970, Лос-Анджелес) — американська акторка кіно, телебачення та театру. Відома ролями Джульєт Берк в серіалі «Загублені» та Еріки Еванс в серіалі «V».

## Біографія
Невдовзі після народження Елізабет родина переїжджає в Даллас, Техас. У 1988 році Елізабет — знаючи ще змалку, що хоче стати акторкою — продовжила вивчення акторської майстерності у Школі мистецтв ім. Т. Букера і здобула бакалаврський ступінь з образотворчих мистецтв у коледжі Стівенсон. Спочатку багато грала в театрі, а пізніше перейшла на роботу на телебаченні. Першу справжню роль отримала в 1994 році в серіалі «Вічне кохання», де в основному складі грала дівчину на ім'я Діна-Лія Мейберрі, поки в 1995 році її героїню не прибрали з серіалу.

Пізніше Мітчелл знову запрошують на телебачення — знялась у епізодичних ролях у кількох серіалах. У 1998 році вийшов перший фільм за її участю: «Джіа» з Анджеліною Джолі. У центрі сюжету знаходиться одна з перших супермоделей сучасності Джія Караднжі, яка помирає від СНІДу; Елізабет грає роль Лінди, коханки героїні.

## Фільмографія
| Рік       |    | Українська назва                                                 | Оригінальна назва                                        | Роль |
| --------- | -- | ---------------------------------------------------------------- | -------------------------------------------------------- | --- |
| 1993      | с  | Небезпечні повороти                                              | Dangerous Curves                                         | Епізод «Райдужний змій» (англ. Rainbow Serpent). Бетані Гейнс (англ. Bethanny Haines)                                                              |
| 1994—1995 | с  | Безкінечне кохання                                               | Loving                                                   | 49 серій. Одна з виконавиць ролі Діни Лі Мейберрі (англ. Dinah Lee Mayberry)                                                                       |
| 1996      | с  | Пожежники з Лос-Анджелеса                                        | L.A. Firefighters                                        | 6 серій. Лаура Маллой (англ. Laura Malloy) |
| 1996      | с  | Вартовий                                                         | The Sentinel                                             | Епізод «Справжній злочин» (англ. True Crime). Венді Готорн (англ. Wendy Hawthorne)                                                                 |
| 1997      | тф | Комфорт, штат Техас                                              | Comfort, Texas                                           | Труді (англ. Trudy) |
| 1997      | с  | Військово-юридична служба                                        | JAG                                                      | Епізод «Військовий суд Сандри Ґілберт» (англ. The Court-Martial of Sandra Gilbert). Перший лейтенант Сандра Ґілберт (англ. 1st Lt. Sandra Gilbert) |
| 1997      | ф  | Джіа                                                             | Gia                                                      | Лінда (англ. Linda) |
| 1998      | с  | Важливі інші                                                     | Significant Others                                       | 6 серій. Джейн Чейзен (англ. Jane Chasen) |
| 1999—2000 | с  | Час вашого життя                                                 | Time of Your Life                                        | 4 серії. Ешлі Голлоуей (англ. Ashley Holloway) |
| 1999      | ф  | Моллі                                                            | Molly                                                    | Беверлі Трегар (англ. Beverly Trehare) |
| 2000      | ф  | Радіохвиля                                                       | Frequency                                                | Джулія Салліван (англ. Julia Sullivan) |
| 2000      | ф  | Сестричка Бетті                                                  | Nurse Betty                                              | Хлоя Дженсен (англ. Chloe Jensen) |
| 2000      | тф | Історія Лінди Мак-Картні                                         | The Linda McCartney Story                                | Лінда Мак-Картні (англ. Linda McCartney) |
| 2000—2001 | с  | Швидка допомога                                                  | ER                                                       | 15 серій. Доктор Кім Леґаспі (англ. Dr. Kim Legaspi)                                                                                               |
| 2001      | ф  | Голлівудські пальми                                              | Hollywood Palms                                          | Блер (англ. Blair) |
| 2001      | ф  | Контрольний постріл                                              | Double Bang                                              | Доктор Карен Вінтерман (англ. Dr. Karen Winterman)                                                                                                 |
| 2001      | с  | Звір                                                             | The Beast                                                | Еліс Алленбі (англ. Alice Allenby) |
| 2001      | с  | Спін Сіті                                                        | Spin City                                                | Епізод «Fight Flub». Ненсі Вілер (англ. Nancy Wheeler)                                                                                             |
| 2002      | ф  | Санта-Клаус 2                                                    | The Santa Clause 2                                       | Директор Керол Ньюман / Місіс Клаус (англ. Principal Carol Newman / Mrs. Claus)                                                                    |
| 2002      | ф  | Чоловік і хлопчик                                                | Man and Boy                                              | Сід Мейсон (англ. Cyd Mason) |
| 2003      | с  | Лігво Лайона                                                     | The Lyon's Den                                           | 8 серій. Аріель Саксон (англ. Ariel Saxon) |
| 2003      | с  | CSI: Місце злочину                                               | CSI: Crime Scene Investigation                           | Епізод One Hit Wonder. Мелісса Вінтерс (англ. Melissa Winters)                                                                                     |
| 2003      | с  | Закон і порядок: Спеціальний корпус                              | Law & Order: Special Victims Unit                        | Епізод «Милосердя» (англ. Mercy). Андреа Браун (англ. Andrea Brown)                                                                                |
| 2004      | ф  | 3: Історія Дейла Ернгардта                                       | 3: The Dale Earnhardt Story                              | Тереза Ернгардт (англ. Teresa Earnhardt) |
| 2004      | ф  | Парк Ґраммерсі                                                   | Grammercy Park                                           | Тейлор Елліот Квінн (англ. Taylor Elliot Quinn) |
| 2004      | с  | Юристи Бостона                                                   | Boston Legal                                             | 2 серії. Крістін Полі (англ. Christine Pauley) |
| 2004      | с  | Кохання вдівця                                                   | Everwood                                                 | Епізод «Ставка претензії» (англ. Staking Claim). Сара Бек (англ. Sara Beck)                                                                        |
| 2004      | с  | Доктор Хаус                                                      | House, M.D.                                              | Епізод «Проклятий, якщо це зробиш» (англ. Damned If You Do). Сестра Марія Августина (англ. Sister Mary Augustine)                                  |
| 2006      | ф  | Панічна втеча                                                    | Running Scared                                           | Адель Ганзель (англ. Edele Hansel) |
| 2006      | тф | Санта-Клаус 3                                                    | The Santa Clause 3: The Escape Clause                    | Керол Кельвін / Місіс Клаус (англ. Mrs. Claus / Carol Calvin)                                                                                      |
| 2006      | тф | Шанс Гаскетта                                                    | Haskett's Chance                                         | Енн Гаскетт (англ. Ann Haskett) |
| 2006—2010 | с  | Загублені                                                        | LOST                                                     | 57 серій. Доктор Джульєт Карлсон (Берк) (англ. Dr. Juliet Carlson (Burke))                                                                         |
| 2007—2008 | с  | Загублені: Елементи, яких бракує                                 | LOST: Missing Pieces                                     | 4 серії. Доктор Джульєт Берк (англ. Dr. Juliet Carlson (Burke))                                                                                    |
| 2009      | тф | Загублені: Подорож у часі                                        | LOST: A Journey in Time                                  | Доктор Джульєт Берк (англ. Dr. Juliet Carlson (Burke))                                                                                             |
| 2009      | тф | Загублені: Доля кличе                                            | LOST: Destiny Calls                                      | Доктор Джульєт Берк (англ. Dr. Juliet Carlson (Burke))                                                                                             |
| 2009—2011 | с  | V                                                                | V                                                        | 22 серії. Еріка Еванс (англ. Erica Evans) |
| 2011      | ф  | Відповіді ні до чого                                             | Answers to Nothing                                       | Кейт (англ. Kate) |
| 2011      | с  | Закон і порядок: Спеціальний корпус                              | Law & Order: Special Victims Unit                        | Епізод «Тотем» (англ. Totem). Джун Фрай (англ. June Frye)                                                                                          |
| 2011      | с  | CollegeHumor Originals                                           | CollegeHumor Originals                                   | Епізод «Бойовик Каламбур. Мозковий штурм» (англ. Action Movie Pun Brainstorm). Рейчел / клон Рейчел (англ. Rachel / Rachel's Clone)                |
| 2012—2014 | с  | Революція                                                        | Revolution                                               | 42 серії. Рейчел Метісон (англ. Rachel Matheson)                                                                                                   |
| 2013      | тф | Судове звинувачення Кейсі Ентоні                                 | Prosecuting Casey Anthony                                | Лінда Дрейн Бердік (англ. Linda Drane Burdick) |
| 2013      | тф | Різдвяне минуле Крістін                                          | Kristin's Christmas Past                                 | Барбара Картвелл (англ. Barbara Cartwell) |
| 2014      | с  | Якось у казці                                                    | Once Upon a Time                                         | 10 серій. Інґрід (англ. Ingrid) |
| 2015      | с  | Перетинаючи межу                                                 | Crossing Lines                                           | 12 серій. Карін Стренд (англ. Carine Strand) |
| 2015      | с  | Життя Ґортімера Ґіббона на Нормальній вулиці                     | Gortimer Gibbon's Life on Normal Street                  | Епізод «Мел проти майбутнього» (англ. Mel vs. the Future). Мелоді Фуллер (англ. Melody Fuller)                                                     |
| 2016      | ф  | Чистка: Рік виборів                                              | The Purge: Election Year                                 | Сенатор Чарлі Роан (англ. Senator Charlie Roan) |
| 2016      | с  | Літо мертвих                                                     | Dead of Summer                                           | 10 серій. Деб Карпентер (англ. Deb Carpenter) |
| 2018      | с  | Простір                                                          | The Expanse                                              | 11 серій. Преподобна доктор Анна Воловодова (англ. Reverend Doctor Anna Volovodov)                                                                 |
| 2019      | тф | Різдвяний клуб                                                   | The Christmas Club                                       | Олівія (англ. Olivia) |
| 2019      | с  | Сліпа зона                                                       | Blindspot                                                | Епізод «Усі ненавидять Кеті» (англ. Everybody Hates Kathy). Скарлетт Майерс (англ. Scarlett Myers)                                                 |
| 2020      | ф  | Те, що ми знайшли                                                | What We Found                                            | Капітан Кетрін Гілман (англ. Capt. Katherine Hilman)                                                                                               |
| 2021      | ф  | Королева бджіл                                                   | Queen Bees                                               | Лаура Крейн (англ. Laura Crane) |
| 2021      | ф  | Полювання на відьом                                              | Witch Hunt                                               | Марта (англ. Martha) |
| 2021      | кф | Кеплі                                                            | Kepley                                                   | Джилліан Кеплі (англ. Gillian Kepley) |
| 2021      | с  | Хороший лікар                                                    | The Good Doctor                                          | Епізод «Ми всі іноді божевільні» (англ. We're All Crazy Sometimes). Денні Міллер (англ. Dannie Miller)                                             |
| 2021      | с  | Простір                                                          | The Expanse                                              | Епізод «Проекція сили» (англ. Force Projection). Преподобна доктор Анна Воловодова (англ. Reverend Doctor Anna Volovodov)                          |
| 2021—2023 | с  | Зовнішні мілини                                                  | Outer Banks                                              | 9 серій. Лімбрей (англ. Limbrey) |
| 2022      | ф  | Коли час став гучнішим                                           | When Time Got Louder                                     | Тіш Петерсон (англ. Tish Peterson) |
| 2022      | с  | Перше вбивство                                                   | First Kill                                               | 8 серій. Марго (англ. Margot) |
| 2022      | с  | ФБР: За кордоном                                                 | FBI: International                                       | 3 серії. Анджела Кессіді (англ. Angela Cassidy) |
| 2022      | с  | Санта-Клауси                                                     | The Santa Clauses                                        | 7 серій. Керол Кельвін / Місіс Клаус (англ. Mrs. Claus / Carol Calvin)                                                                             |
| 2023      | ф  | Інопланетяни викрали моїх батьків, і тепер я почуваюся покинутим | Aliens Abducted My Parents and Now I Feel Kinda Left Out | Вера (англ. Vera) |

## Театр
- 1992 «Amateurs» (Jennifer)
- 1994 «Red Channels» (Shelia Harcourt)
- 1995 «Three Tall Women» (C)
- 1999 «Absolution»
- А також: «As you Like It», «A Funny Thing Happened on the Way to the Forum», «Three Sisters», «Measure for Measure», «Chicago»

## Нагороди та номінації
- 2007 рік — Saturn Awards, Найкраща акторка другого плану («Загублені»)
- 2010 рік — Saturn Awards, номінація на найкращу акторку другого плану
- 2010 рік — Еммі, номінація на найкращу запрошену зірку (Загублені)
- 2011 рік — Saturn Awards, номінація на Найкращу акторку телебачення (за серіал «V»)